# 駐孟買臺北經濟文化辦事處

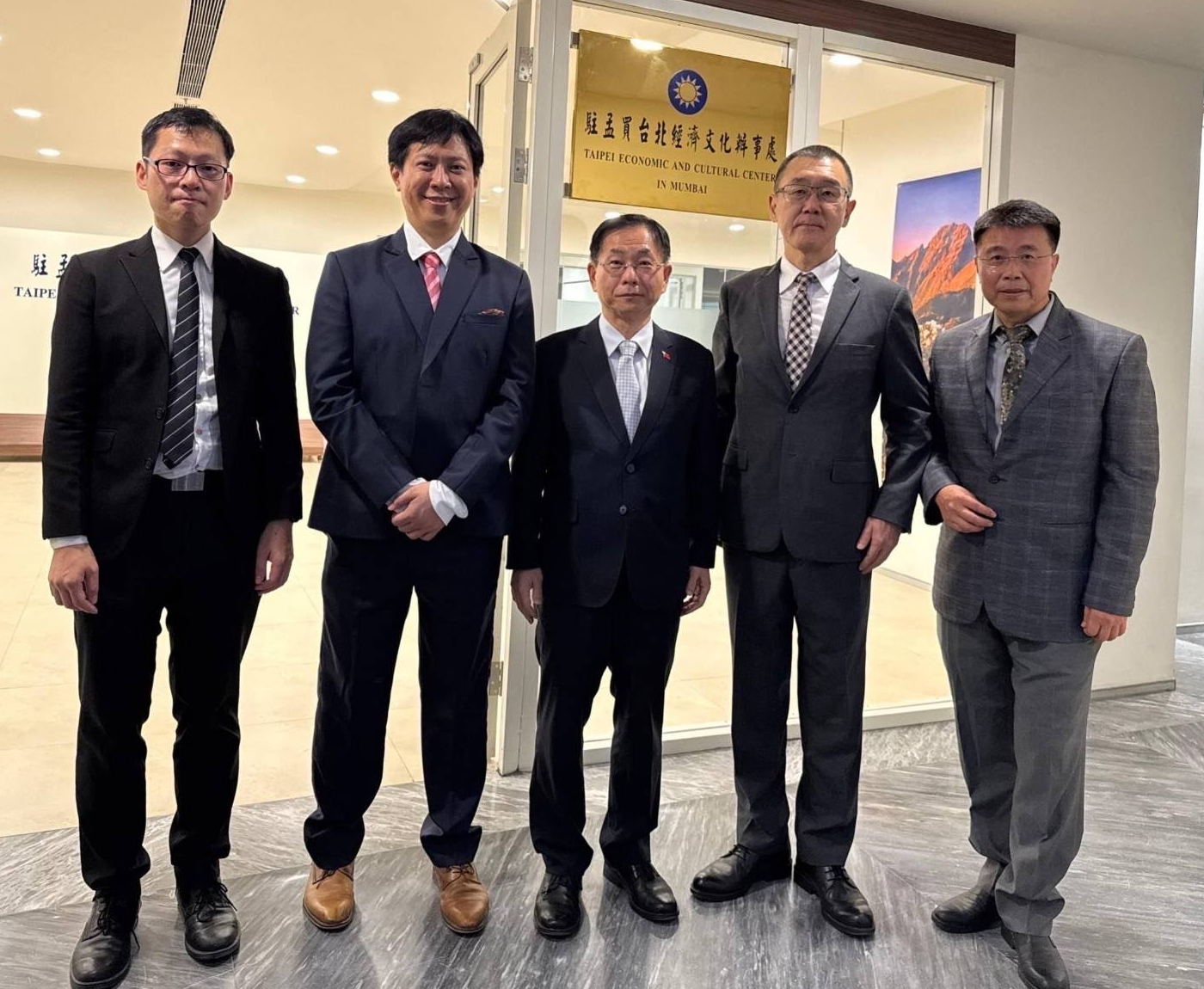
2024年10月16日，駐孟買臺北經濟文化辦事處揭牌運作，中華民國駐印度代表葛葆萱（中）、首任處長張均宇（右二）與同仁攝於館牌前。

駐孟買臺北經濟文化辦事處（英語：Taipei Economic and Cultural Center in Mumbai），亦稱駐孟買辦事處，是中華民國政府在印度共和國马哈拉施特拉邦首府孟买設立的外交代表機構。
在「新南向政策」的目標下，辦事處負責推動臺灣與印度西部的科技、文教與民間交流，以及辦理商務、觀光、海外國人簽證、文件證明與急難救助，功能等同邦交國的總領事館。領事轄區為馬哈拉斯特拉邦、果阿邦、古吉拉特邦、中央邦等4邦，以及達德拉-納加爾哈維利和達曼-第烏中央直辖区，並兼轄鄰國马尔代夫。

## 歷史
2023年7月5日，中華民國外交部宣布將在印度西部、第1大城孟買設立駐孟買臺北經濟文化辦事處。並表示自2012年7月設立駐清奈臺北經濟文化辦事處後，有近60%台商前往印度南部投資設廠，金奈與周邊區域皆受益於其投資，在孟買設處後，也期待在印度西部發揮類似作用。9月，首任處長張均宇履新。已選定辦事處處址，並進行各項開辦事宜。
2024年10月16日，駐孟買辦事處正式揭牌運作。